# 冬将軍 (曲)
「冬将軍」（ふゆしょうぐん）は、日本の音楽グループ・ALFEEの6作目のシングル。

## 概要
- 前作「星降る夜に…」から3か月ぶりのシングル。
- 表題曲とカップリング曲共にオリジナルアルバム未収録となった。

## 収録曲
| 全作詞・作曲: 高見沢俊彦。 |                  |            |            |                 |      |
| #                          | タイトル         | 作詞       | 作曲・編曲 | 編曲            | 時間 |
| A面.                       | 「冬将軍」       | 高見沢俊彦 | 高見沢俊彦 | ALFEE、矢野立美 | 3:25 |
| B面.                       | 「さよならの鐘」 | 高見沢俊彦 | 高見沢俊彦 | ALFEE           | 2:33 |

### 解説
1. 冬将軍
2. さよならの鐘

## 収録アルバム
- ALFEE SILVER (#1,2)
- ALFEE A面 コレクション (#1)
- ALFEE B面 コレクション (#2)
- CONFIDENCE -THE ALFEE ACOUSTIC SPECIAL LIVE- (#2)
- THE ALFEE SINGLE HISTORY VOL.I 1979-1982 (#1,2)
- デビュー40周年 スペシャルコンサート at 日本武道館 (#2)